# Dolmen del Serrat d'en Geli
El Dolmen del Serrat d'en Geli, o del Roc del Llamp, és un dolmen del terme comunal de Castellnou dels Aspres, a la comarca del Rosselló, de la Catalunya del Nord.
Està situat a la zona central-occidental del terme comunal, al Serrat d'en Geli, al sud-oest del poble de Castellnou, a llevant del Mas Descossí i al nord-est de Can Femades.
Citat per primer cop l'any 1970 per Jean Abélanet, podria tractar-se d'un possible dolmen de galeria catalana, amb peristàtil, tot i que l'estat de conservació no permet assegurar-ho del tot.